# Arbeiten auf Papier
Arbeiten auf Papier ist ein gängiger Genrebegriff am Kunstmarkt, in Werkbeschreibungen und im Ausstellungsbetrieb. Er umschreibt auch das Sammlungsgebiet Graphischer Sammlungen (beispielsweise in Augsburg, München, Nürnberg, Weimar oder Wien).
Die gängigsten Arbeiten auf Papier sind im Bereich der Druckgrafik Stich und Radierung, Lithografie und Siebdruck, im Bereich der Einzelblätter die Zeichnung, das Aquarell, der Scherenschnitt, letztlich auch Comic und Karikatur.